# Broddaneshreppur

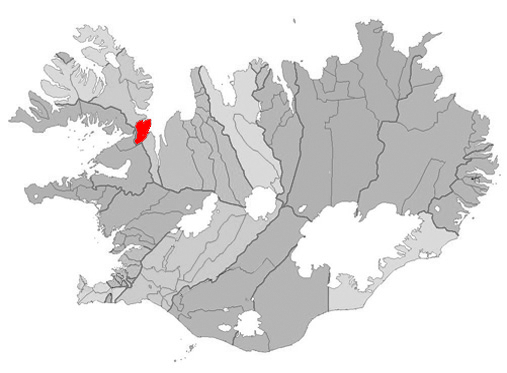

Broddaneshreppur est une ancienne municipalité du nord-est de l'Islande. Elle a fusionné en 2006 avec Hólmavíkurhreppur pour former Strandabyggð.
La population de la ville était d'un peu plus de 50 résidents en 2005 et avait diminué de façon spectaculaire ces dernières années.